# Веретельник Роман Миколайович
Роман Миколайович Веретельник (нар. 23 березня 1956, м. Зомбковіце, Польща) — український літературознавець, літературний критик, перекладач.

## Біографія
Народився 23 березня 1956 року у польському місті Зомбковіце. 
Ступінь бакалавра здобув у Торонтському університеті (Канада) у 1980 році, а ступінь доктора філософії в галузі славістики, професора, отримав у 1989 році (PhD, Оттавський університет, Канада). Нині мешкає у Києві.  Завідувач кафедри літературознавства імені В. Моренця Національного університету «Києво-Могилянська академія».
Читає курси «Українська література-2» (друга половина XIX століття), «Англійська мова для журналістів-2», «Шістдесятництво в контексті української культури другої половини XX ст.», «Американська велика проза», «Модерна драма XX ст. Європи та Америки», «Порівняльний курс української та ірландської літератури (від XX ст. дотепер)».
Режисер, сценарист, оператор фільму «Палімпсест» (2014).
Дружина - актриса Галина Стефанова.

## Наукова і професійна діяльність
- 1990 р. — член редакційної колегії серії спільних видань Оттавського-Альбертинського університету (Канадський інститут українських студій);
- 1991 р. — член оргкомітету «Міжнародна конференція Слов'янської драми»;
- 1991-1995 рр. — член комісії гуманітарного факультету;
- 1992-1995 рр. — академічний секретар департаменту нових мов та літератур;
- 1993 р. — член комісії дослідів у навчанні мов;
- 1993-1995 рр. — член комісії викладачів департаменту;
- 1995 р. — член комітету керівництва Кафедри українських студій Оттавського університету;
- 1997 р. — член оргкомітету «Україна і новий світовий порядок», Оттавський університет;
- З 1997 р. — доцент кафедри літератури та іноземних мов в НаУКМА.

## Книги
- Феміністичне прочитання драматургії Лесі Українки (Оттава: Легас, у пресі).

## Статті
- «Фемінізм у драматургії Лесі Українки» // Сучасність. — 1991. — № 2. — С. 29-37.
- «Козачка в теремі: Бояриня Лесі Українки» // Слово і час. — 1992. — № 6. — С. 46-50.
- «Романтизм відвіданий: Лісова пісня Лесі Українки» / І. Макарик (ред.), «Живуча пам'ять»: Есеї на честь Констянтина Біди. — Оттава: вид. Оттавського університету, 1992. — С. 73-85.
- «Театр Лесі Українки у модерні стичному європейському контексті» // Студія україніка.
- «Дорога жінки до Бога: Одержима Лесі Українки» // Журнал українських студій. — 1998.
- A Woman's Way to God: The Obsessed // Збірник наукових праць на пошану пам’яті Віктора Китастого / Упор. і наук. ред. В. П. Моренець. — К.: Видавничий дім «Києво-Могилянська академія», 2004. – С. 39-55.

## Переклади
- Самюел Беккет: Чекаючи на Годо / Кафедра українських студій Оттавського університету (у співавторстві з Г. Стефановою).

## Громадська позиція
У червні 2018 записав відеозвернення на підтримку ув'язненого у Росії українського режисера Олега Сенцова